# Zeta1 Lyrae
Pour les articles homonymes, voir Zeta Lyrae.
Désignations
Zeta1 Lyrae (en abrégé ζ1 Lyr) est une système d'étoiles triple de la constellation boréale de la Lyre. Il est visible à l'œil nu avec une magnitude apparente combinée de 4,36. Le système présente une parallaxe annuelle de 20,66 mas mesurée par le satellite Gaia, ce qui indique qu'il est distant d'environ ∼ 158 a.l. (∼ 48,4 pc) de la Terre. Il se rapproche du Système solaire à une vitesse radiale de −25 km/s.

## Environnement stellaire

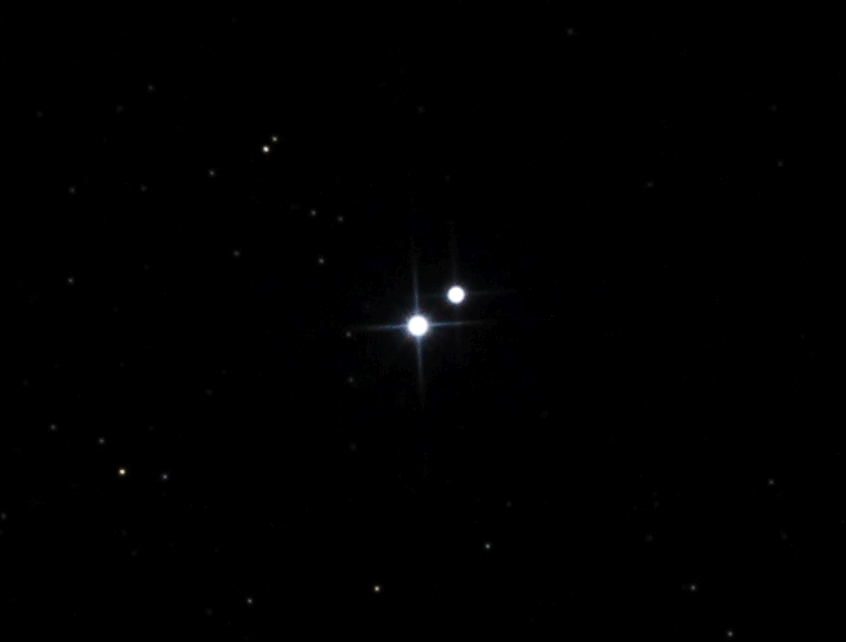
Image de ζ et de ζ Lyrae par un astronome amateur.

Zeta1 Lyrae forme une étoile double avec sa voisine ζ2 Lyrae. Les deux avaient une séparation angulaire de 43,9″ en 2021 et sont très probablement liées physiquement. Le système de ζ Lyrae comprend probablement cinq étoiles en tout.
À moins d'une minute d'arc du système, plusieurs autres compagnons, plus faibles, sont répertoriés dans les catalogues d'étoiles doubles et multiples, mais aucun d'entre-eux apparaissent n'être associés physiquement à ζ Lyrae.

## Propriétés
Zeta1 Lyrae comprend probablement trois étoiles. Il s'agit d'abord d'une binaire spectroscopique à raies simples qui présente une orbite quasiment circulaire d'une période de 4,3 jours et bien déterminée. Sa binarité a été mise en évidence par William Wallace Campbell et Heber Doust Curtis en 1905 à partir de plaques photographiques réalisées à l'observatoire Lick entre 1902 et 1904. La première orbite du système a ensuite été calculée par Frank Craig Jordan de l'observatoire d'Allegheny en 1910, avec des résultats déjà en accord avec l'orbite la plus récente publiée. En plus de cette variation de vitesse radiale, Zeta1 Lyrae présente des anomalies dans la mesure de son mouvement propre au cours du temps, ce qui indique qu'il s'agit en plus d'une binaire astrométrique, avec un compagnon qui orbite sur une période plus longue. Le système est également associé à une source de rayons X d'une luminosité de 571,6 × 1020 W.
Sa composante visible, désignée ζ1 Lyr Aa1, est une étoile Am chimiquement particulière de type spectral kA5hF0mF2. Cette notation complexe indique que dans son spectre, la raie K du calcium est celle d'une étoile de type A5, que les raies de l'hydrogène de la série de Balmer sont celles d'une étoile de type F0, et que les raies métalliques sont celles d'une étoile de type F2.
L'étoile apparaît être légèrement variable, avec une variation qui se fait à une fréquence de 0,65256 cycle par jour et avec une amplitude de 0,0032 en magnitude seulement. L'étoile est estimée être 2,36 fois plus massive que le Soleil et être âgée de 500 millions d'années. Son rayon est environ 2,5 fois plus grand que le rayon solaire, elle est 31 fois plus lumineuse que le Soleil et sa température de surface est de 7 914 K.